# Forêt de bois de couleur des Hauts
La forêt de bois de couleur des Hauts ou coloraie des Hauts, est une forêt typique des Hauts de  l'île de La Réunion, département d'outre-mer français dans le sud-ouest de l'Océan Indien. Elle est remarquable pour sa biodiversité. Ce type de forêt humide de montagne, s'étendant jusqu'à 1900 m d'altitude, est appelé étage mésotherme hygrophile, ou étage mésotherme néphéléphile.

## Situation géographique
La forêt de bois de couleur des Hauts est une forêt typique des moyennes altitudes humides de l'île de La Réunion, entre 800-1000 mètres et 1700-2000 mètres d'altitude selon que les versants sont au vent ou sous le vent. Cette forêt est quasi en permanence dans le brouillard, l'humidité atmosphérique approchant des 100 % en sous-bois, ce qui permet le développement d'une végétation luxuriante. Le climat y est relativement frais (11-13°). Les forêts de ce type se rencontrent dans le cœur du parc national, où elles côtoient les tamaneraies (forêts de tamariniers) et pandaneraies (fourrés de vacoas).

## Caractéristiques
La forêt de bois de couleur des hauts a le même aspect toute l'année : il n'y a pas de saison d'arrêt de la végétation. C'est un groupement végétal d'une grande richesse floristique. De nombreuses espèces endémiques et indigènes sont présentes dans cette forêt. On y trouve le mahot (Dombeya sp. et Hibiscus), le tan rouge (Weinmannia tinctoria), le change-écorce, le goyavier de Chine (Aphloia theiformis), le calumet, le bois mapou (Monimia rotundifolia), le bois maigre, le bois de joli cœur, le bois de poivre, le bois de Laurent Martin, les bois de nèfles, le branle vert, l' ambavile jaune, le bois de corail, les fougères arborescentes (Cyathea excelsa et Cyathea glauca) appelées encore fanjan qui peuvent atteindre 10 mètres de haut à l'âge de 100 ans. Son aspect est marqué par des arbres tortueux, parfois couchés à terre et souvent recouverte de lichens, de mousses ou de plantes épiphytes parmi lesquelles les orchidées qui poussent sur leur tronc."

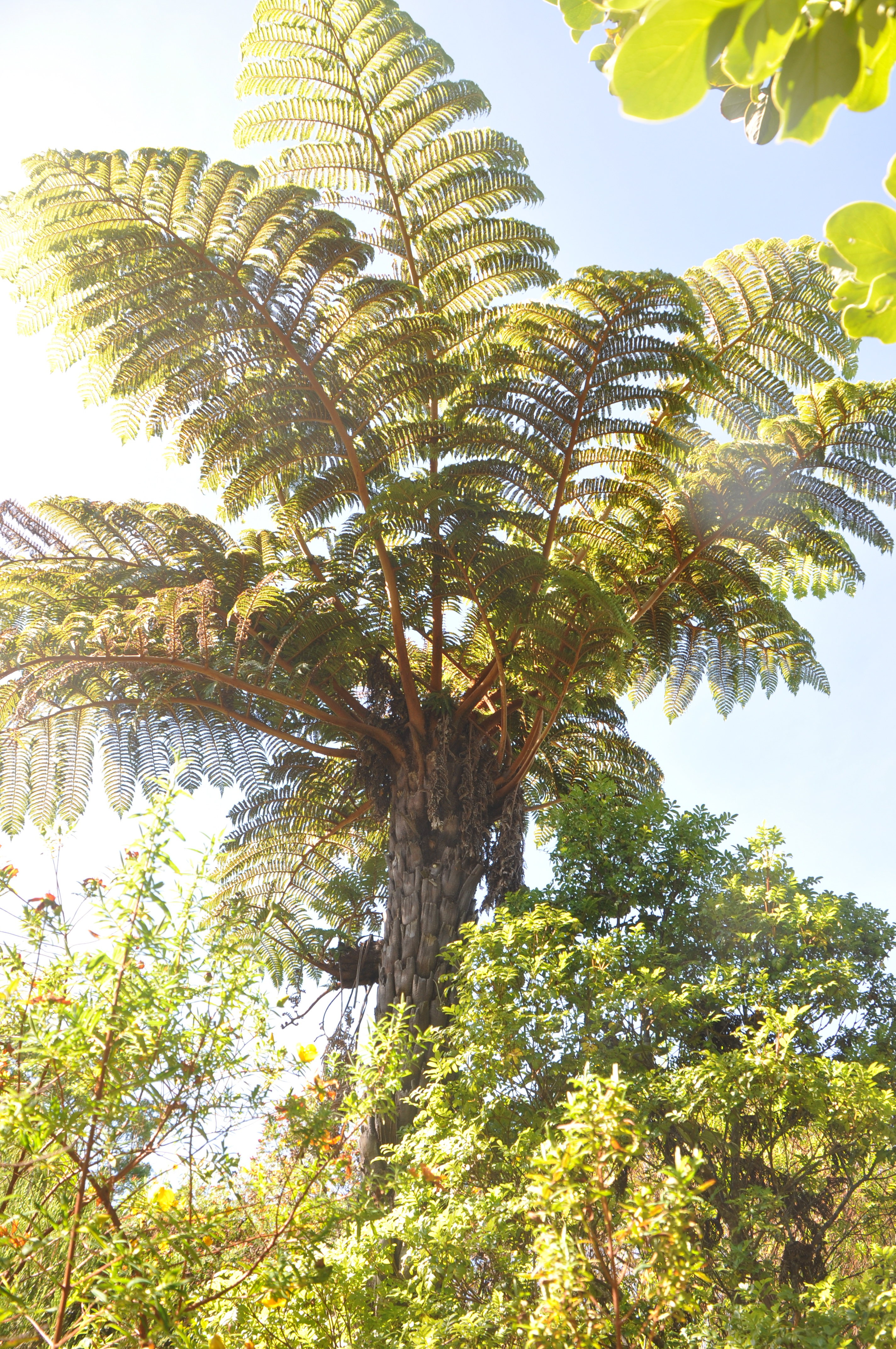
Fanjan ou fougère arborescente - Forêt de Notre-Dame de la Paix.

## Faune
La plupart des oiseaux qui vivent dans la forêt de bois de couleur des Hauts sont des passereaux endémiques de l'île de La Réunion comme l'oiseau vert appelé aussi "oiseau-lunettes vert" ou "zoizo vert", l'oiseau blanc, le tec-tec, l'oiseau la Vierge, le cardinal (Cardinalidae) ou encore le papangue qui est le seul rapace de l'île de La Réunion. Il n'est pas rare non plus d'y croiser un hérisson, le tangue, à la saison chaude.

## Menaces
L'Office national des forêts effectue un gros travail d'entretien et de préservation de cette forêt. Mais la pression humaine gagne petit à petit sur la forêt de bois de couleur des hauts même si elle n'a pas encore été trop touchée par les défrichements et le déboisement. de nombreuses espèces invasives, appelées aussi pestes végétales, introduites par l'homme, menacent cette forêt. Parmi les plus virulentes on trouve la liane papillon, la vigne marronne, la longose, le goyavier, dont les fruits sont très appréciés des Réunionnais ou encore la liane papillon qui peut entourer les arbres jusqu'à les étouffer. La lutte contre ces espèces invasives est très compliquée. Le Cirad (Centre de coopération internationale en recherche agronomique pour le développement) a tenté de mettre en place un moyen biologique pour lutter contre la Vigne marronne, particulièrement envahissante, en introduisant la Mouche bleue.  Mais c'est souvent à la main que les hommes luttent contre ces pestes. Les incendies qui ravagent depuis plusieurs années l'île de La Réunion sont également une terrible menace pour la forêt de bois de couleur des Hauts.

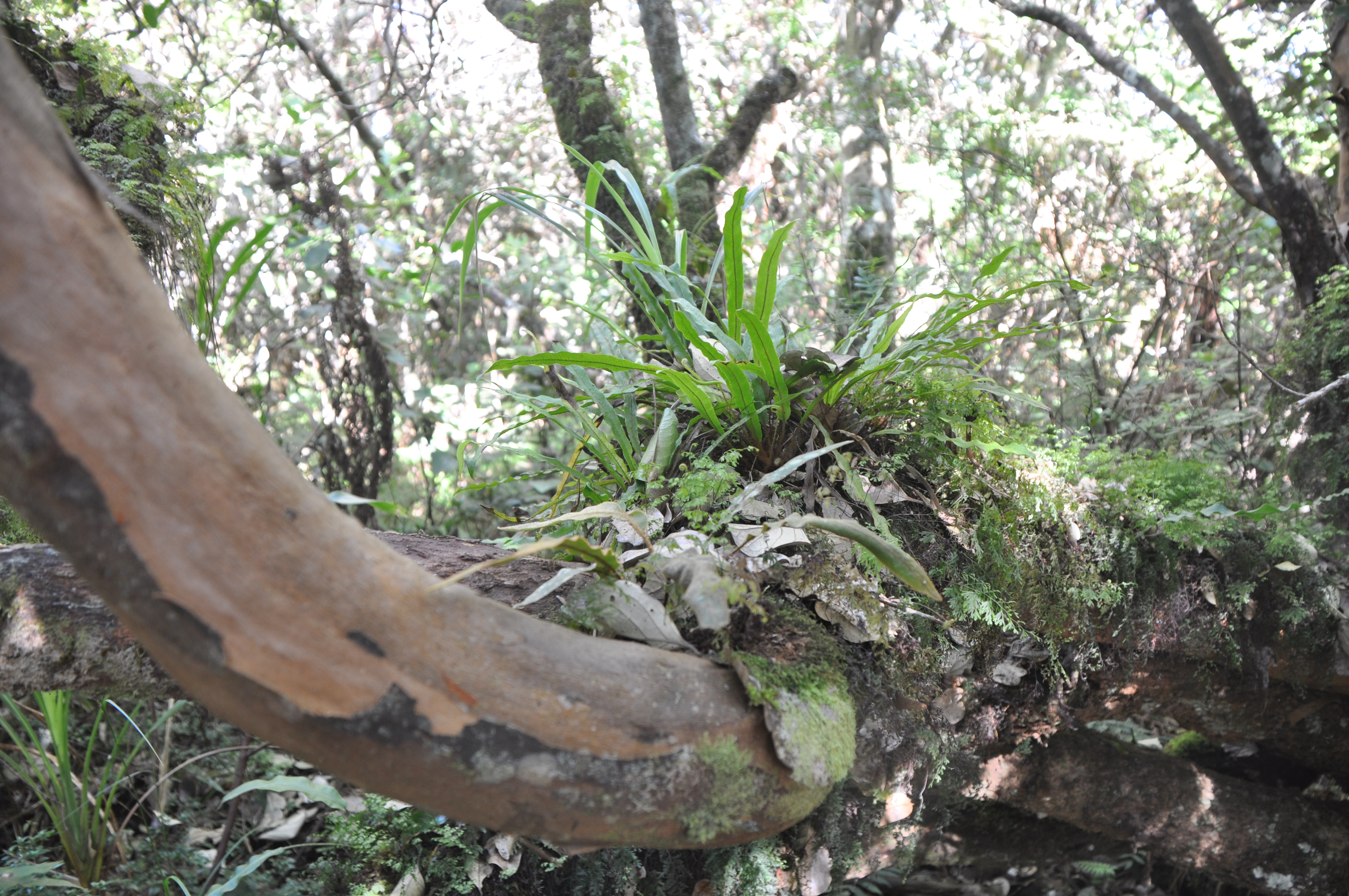
Végétation épiphyte sur change-écorce.

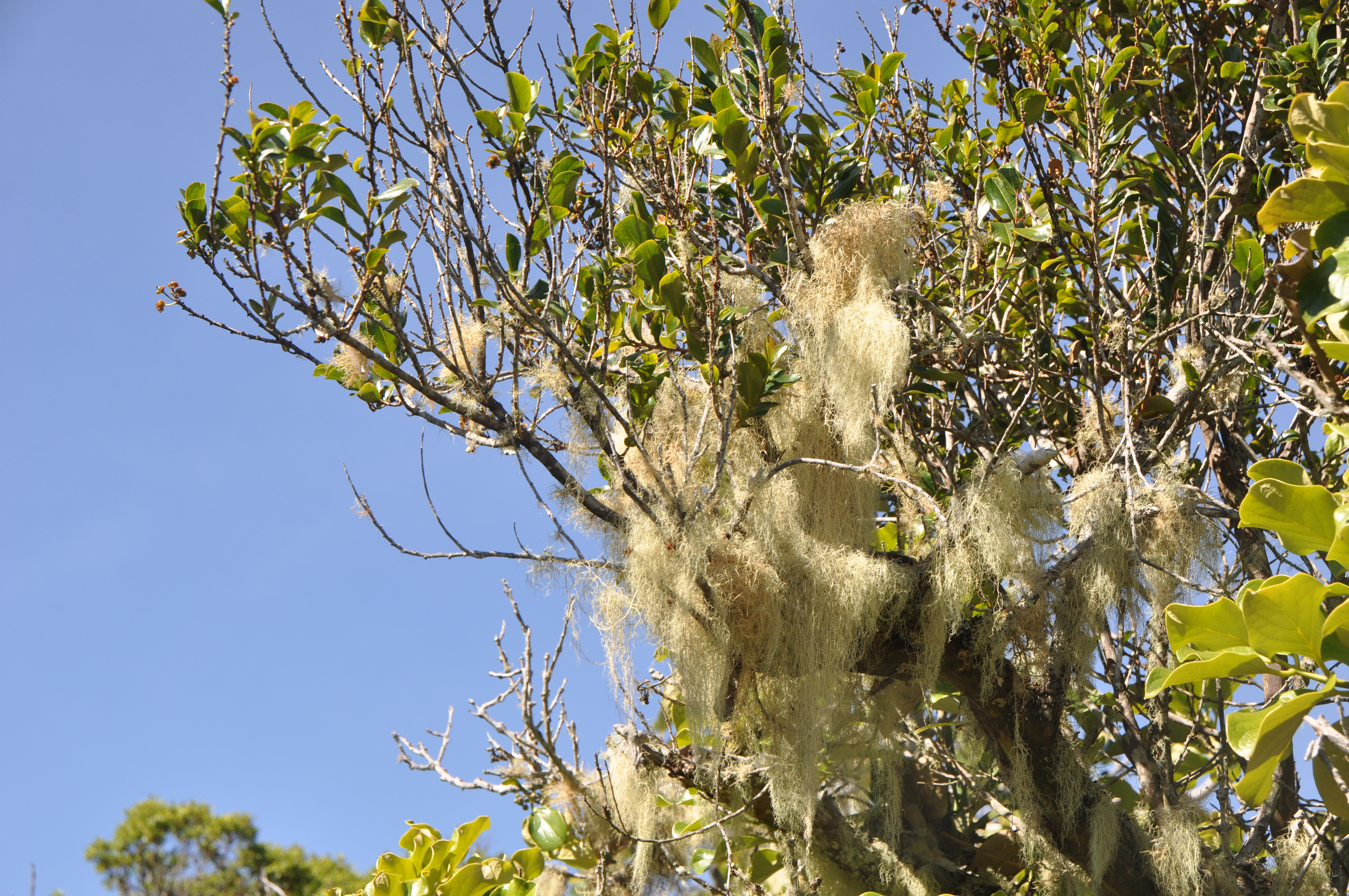
Lichen sur bois de mapou.